# Maságetas

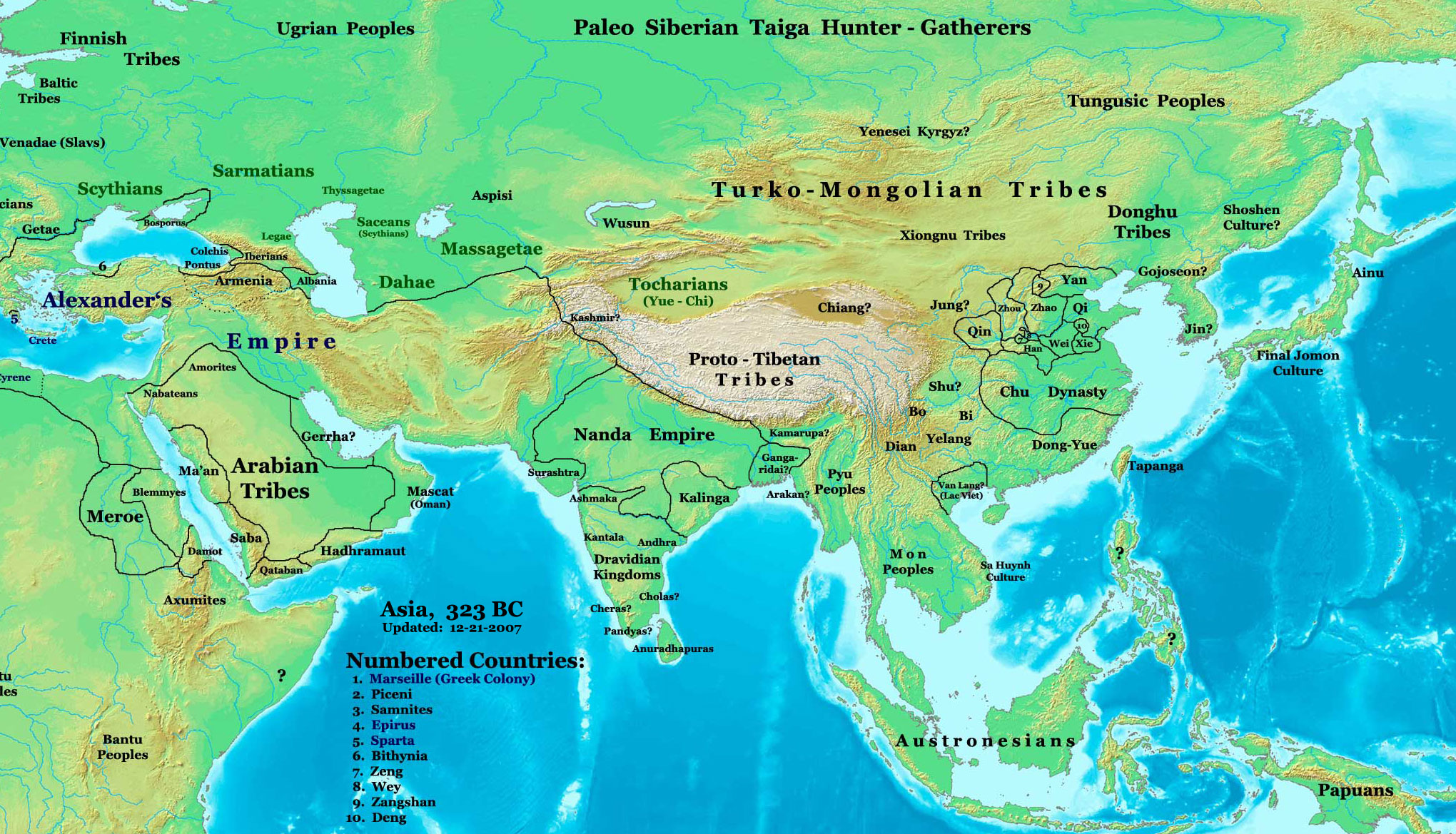
Localización de los maságetas en el 323 a. C. en Asia central.

Los maságetas (en latín Massagetae; en búlgaro Масагети Massageti; griego Μασσαγέται Massagétai) fueron una confederación de pueblos nómadas iranios que vivieron en las estepas de Asia Central entre el mar de Aral y el mar Caspio durante la antigüedad.

## Ubicación e identidad
Los maságetas estaban ubicados en un territorio situado entre el mar Caspio y el mar de Aral. Los autores antiguos indicaban que sus dominios estaban separados del imperio persa por un gran río que denominaban Araxes. De este río se decía que tenía más de cuarenta desembocaduras en pantanos y ciénagas y solo una de ellas iba a parar al mar Caspio. Se ha sugerido que quizá los autores antiguos confundieran este río con el río Oxo (actualmente llamado Amu Daria).
Estrabón afirma que eran parte de los pueblos escitas que vivían más al este, junto a los sacas. Heródoto simplemente decía que algunos los consideraban parte de los escitas.

## Historia
En el año 529 a. C. se produjo una guerra entre los maságetas y el imperio persa. Según cuenta Heródoto, Tomiris era la reina de los maságetas y los persas estaban dirigidos por Ciro II el Grande. Ciro logró tomar como prisionero al hijo de la reina, Espargapises. Tomiris le amenazó con saciarle de sangre si no le devolvía a su hijo sano y salvo. Ciro desdeñó la amenaza, dejando que Espargapises se suicidara y el día de la batalla, tras un gran intercambio de proyectiles y una lucha cuerpo a cuerpo encarnizada, los maságetas vencieron a las tropas de Ciro. Tomiris encontró el cuerpo muerto del rey aqueménida y cumpliendo su promesa lo decapitó y tomando un odre repleto de sangre sumergió la cabeza en él.
Posteriormente, en 518-516 a. C. los maságetas fueron sometidos por Darío I, y pasaron a formar parte de la décima satrapía.
En época de las expediciones de Alejandro Magno los maságetas aparecen mencionados entre los jinetes que reclutó Espitámenes, con los que combatió contra los macedonios en la región de Bactriana.

## Costumbres
En las costumbres que nombra, Heródoto declara que se asemejaban de gran manera a los escitas, vistiendo como ellos y viviendo de manera nómada; combatiendo a caballo pero también practicando la lucha a pie. Como armas utilizaban arcos, lanzas y hachas de doble filo llamadas "sagaris". Sus caballos los protegían con armadura de bronce y empleaban oro para adornar espuelas, riendas y testeras. Además usaban el bronce para puntas de flecha, lanzas y las sagaris; y oro para cascos y protectores de cabeza, cintos y coseletes.
Heródoto también señala que cada varón maságeta se casaba con una sola mujer, pero todos los hombres podían mantener relaciones sexuales con la mujer que quisiera. Para ello el varón colgaba en el carro (ya que eran nómadas) de la mujer escogida un carcaj.
Cuando moría una persona por vejez, cocían su carne junto a muchas reses celebrando un gran banquete (estas costumbres también se daban en los antiguos indios padeos y en los isedones); pero no se comían a los muertos por enfermedad y les parecía que era gran desgracia porque no habían podido llegar a la edad de ser inmolados.
Adoraban al sol al que le ofrecían en sacrificio caballos por ser el Sol el astro más rápido y los caballos los animales más rápidos.
Estrabón, además de repetir las costumbres anteriores, establece diferentes formas de vida entre los maságetas que vivían en las montañas, los que vivían en la llanura, los que habitaban en torno a los pantanos y los que lo hacían en las islas de los pantanos. Así, los que vivían en las montañas obtenían leche y lana de sus cabras, se alimentaban además de frutas silvestres y tenían sus ropas de un tinte muy característico. Los maságetas de la llanura tampoco tenían cultivos sino que vivían de los ovejas y de la pesca. Añade que los que vivían en pantanos se alimentaban de la pesca y vestían pieles de foca que llegaban desde el mar. Por otra parte, los que vivían en las islas de los pantanos se vestían con cortezas de los árboles, bebían y comían de los frutos silvestres y también se alimentaban con raíces.